# Wysokie Mazowieckie (gromada)
Wysokie Mazowieckie – dawna gromada, czyli najmniejsza jednostka podziału terytorialnego Polskiej Rzeczypospolitej Ludowej w latach 1954–1972.
Gromady, z gromadzkimi radami narodowymi (GRN) jako organami władzy najniższego stopnia na wsi, funkcjonowały od reformy reorganizującej administrację wiejską przeprowadzonej jesienią 1954 do momentu ich zniesienia z dniem 1 stycznia 1973, tym samym wypierając organizację gminną w latach 1954–1972.
Gromadę Wysokie Mazowieckie z siedzibą GRN w mieście Wysokie Mazowieckie utworzono 1 stycznia 1969 w powiecie wysokomazowieckim w woj. białostockim z obszaru zniesionych gromad Brzóski-Gromki (bez wsi Kalinowo Stare) i Osipy-Kolonia; równocześnie do gromady Wysokie Mazowieckie przyłączono wsie Dąbrowa-Dzięciel i Mścichy z gromady Szepietowo-Stacja
Gromada przetrwała do końca 1972 roku, czyli do kolejnej reformy gminnej. Z dniem 1 stycznia 1973 roku reaktywowano zniesioną w 1954 roku gminę Wysokie Mazowieckie.